# Christian Fredrik Lindman
Christian Fredrik Lindman, född 17 september 1816 i Vireda socken, Jönköpings län, död 10 januari 1901 i Örebro, var en svensk matematiker.
Lindman blev student vid Uppsala universitet 1835, filosofie magister 1842 och docent i astronomi 1843 samt var tillförordnad astronomie observator 1843-44. Han var lärare vid Uppsala realgymnasium 1843-49 och 1849-87 lektor i matematik vid Strängnäs högre elementarläroverk. Han blev ledamot av Vetenskapsakademien 1858 och Vetenskapssocieteten i Uppsala 1873. 
Lindman utvecklade stor produktivitet både som vetenskaplig författare och som läroboksutgivare. Han ägnade sig främst åt teorin för definita integraler, vilken han behandlade i ett stort antal avhandlingar och uppsatser och inom vilken han dels bestämde flera sådana, vilkas värden förut varit obekanta, liksom han angav åtskilliga ganska användbara specialmetoder, dels närmare undersökte och med numeriska tabeller försåg vissa mer anmärkningsvärda integraler. Han ägnade sig även åt andra frågor, vilka på visst sätt sammanhänger med teorin för definita integraler, till exempel seriesummering, derivator av högre ordningar och integration av differentialekvationer. 
Av hithörande avhandlingar kan nämnas Om några definita integraler (Vetenskapsakademiens Handlingar, 1850), Om de transcendenta funktionerna G(a) och Z(a) (ibidem, band 5, 1864), Bestämning af några funktioners högre derivator samt af åtskilliga dermed sammanhängande definita integraler (ibidem, band 5, 1866), D'une fonction transcendente (Vetenskapssocietetens Acta, band 9, 1874; omarbetning av en redan 1851 i samma "Acta" tryckt avhandling: De functione quadam transcendente), Observations sur les tables d'intégrales définies de M. Bierens de Haan (Bihang Vetenskapsakademiens Handlingar, band 10, 1885), Om uppfinningen af logarithmerna samt om noggrannheten hos beräkningar verkställda medelst logarithmer (i Strängnäs elementarläroverks årsberättelse 1860). Dessutom publicerade han 19 uppsatser i "Öfversigt af Vetenskapsakademiens förhandlingar" och ett 30-tal andra i "Archiv der Mathematik und Physik" samt i "Tidskrift för matematik och fysik". Som läroboksförfattare inlade han stora förtjänster om elementarundervisningen.
Christian Fredrik Lindman var gift med Hilda Margareta Cecilia Widegren (1817–1868) och var genom sonen Christian Lindman (1852–1933) farfar till Maj Lindman.